# Delorean (groupe)
Delorean est un groupe de dance alternative espagnol, originaire de Zarautz, au Pays basque. Formé en 2000, composé de Ekhi Lopetegi (voix et basse), Tomas Lertxundi (guitares), Unai Lazcano (claviers), et d'Igor Escudeo (batterie), le groupe affiche un goût prononcé de punk rock et de musique électronique.

## Biographie
Delorean est formé en 2000 à Zarautz, au Pays basque. Le quartet, qui se baptise ainsi en hommage à DeLorean (et indirectement à Retour vers le futur) sortent un maxi LP ainsi que deux albums studio entre 2004 et 2006, qui rencontrent peu de succès. Ils se font progressivement remarquer dans la presse nationale puis internationale[réf. nécessaire] ; leurs sons, très produits et lorgnant vers le shoegazing devenant plus inventifs et recherchés.
En 2008, Lertxundi quitte le groupe ; il est remplacé par Guillermo Astrain. Originaires de Barcelone le groupe se produit dans de nombreuses scènes locales où il acquiert une grande notoriété, notamment avec ses remixes pour The xx, Cold Cave, et Franz Ferdinand. Après leur participation au festival SXSW d'Austin en 2007, le groupe publie l'EP Transatlantic KK, une variation de leur deuxième album Into the Plateau, au label Simple Social Graces. L'EP Ayrton Senna est publié en 2009 et bien accueilli par la presse spécialisée,. Le groupe tourne ensuite avec jj et Miike Snow.
En 2010, Delorean sort leur troisième opus, Subiza, et s'assurent une distribution internationale avec le label new-yorkais True Panther Sounds. En octobre 2013, le groupe, pendant sa tournée à Mexico, est pris en « otage virtuel » par des criminels habillés en gardes de sécurité, qui tenteront d'extorquer de l'argent à leur famille. Cette prise d'otage dure 48 heures avant que le groupe ne soit secouru par la police. Les dates qui devaient suivre seront annulées. En septembre 2015, ils participent au festival Evento Sarmiento.

## Discographie

### Albums studio
- 2004 : Delorean
- 2006 : Into the Plateau
- 2007 : Transatlantic KK (variation de Into the Plateau )
- 2010 : Subiza

### EP
- 2005 : Metropolitan Death EP
- 2009 : Ayrton Senna EP